# Xã Richmond, Quận Franklin, Kansas
Xã Richmond (tiếng Anh: Richmond Township) là một xã thuộc quận Franklin, tiểu bang Kansas, Hoa Kỳ. Năm 2010, dân số của xã này là 842 người.